# Comines, Nord

Comines este o comună în departamentul Nord, Franța. În 1 ianuarie 2022 avea o populație de 12.649 de locuitori.